# Euphyia olivofusca
Euphyia olivofusca är en fjärilsart som beskrevs av Paul Dognin 1918. Euphyia olivofusca ingår i släktet Euphyia och familjen mätare. Inga underarter finns listade i Catalogue of Life.